# Xenylla proxima
Xenylla proxima är en urinsektsart som beskrevs av Denis 1931. Xenylla proxima ingår i släktet Xenylla och familjen Hypogastruridae. Inga underarter finns listade i Catalogue of Life.